# Past Reality Integration
Past Reality Integration (PRI) is een vorm van psychotherapie, in 2000 ontwikkeld door drs. Ingeborg Bosch. Zij studeerde psychologie aan de Universiteit van Amsterdam en werd geïnspireerd door het gedachtegoed van psychoanalyticus Alice Miller en Jean Jenson, alsmede door oosterse denkwijzen.

## Basis
PRI is een methode die ervan uitgaat dat verdrongen en ontkende gevoelens uit de jeugd bepalend zijn voor onze reacties als volwassene in het hier en nu. Als kind is men afhankelijk van ouders of verzorgers en deze mensen kunnen er simpelweg niet altijd zijn om het kind liefde, warmte en geborgenheid te geven. Dit bezorgt het kind verpletterende emotionele pijn, het krijgt niet wat het nodig heeft om te overleven. Het psychisch afweersysteem zorgt ervoor dat die onverdraaglijke waarheid wordt verdrongen uit het bewustzijn en daardoor niet wordt gevoeld. Zo wordt een kind met een goed functionerend psychisch afweersysteem beschermd tegen elke emotionele pijn, hoe heftig ook, waardoor het in staat is de jeugd te overleven.

Dat psychische afweersysteem blijft actief wanneer het kind volwassen is geworden.
Een situatie in het volwassen hier en nu doet onbewust denken aan pijnlijke gebeurtenissen uit het verleden en de afweer wordt razendsnel geactiveerd. De oude afweermechanismen trachten nog steeds te beschermen tegen emotionele gevaren van vroeger, terwijl die gevaren nu niet meer levensbedreigend zijn. Zij laten mensen in het hier en nu dingen doen en denken die niet langer nodig zijn en die een negatieve invloed hebben op het eigen leven.

## De afweermechanismen
Ingeborg Bosch beschrijft vijf afweermechanismen:

### Angst
Dit is de diepste laag van afweer. Angst geeft het kind de illusie nog te kunnen vluchten uit de situatie waarin het niet krijgt wat het nodig heeft om te overleven. Voor de volwassene betekent angst o.a.: niet naar feestjes durven, het eng vinden in het openbaar te spreken, bang zijn dat je een ziekte hebt of dat je dierbaren iets ergs overkomt.

### Primaire Afweer
Dit is de eerste cognitieve afweer, het kind denkt dat het niet krijgt wat het nodig heeft omdat er iets mis is met zichzelf. Als volwassene vind je van jezelf dat je niet deugt en voel je je snel schuldig of slecht. PA maakt je somber, gevoelig voor depressies, je hebt gebrek aan energie en ervaart het leven als 'te zwaar'.

### Valse Hoop
Het kind hoopt toch te krijgen wat het nodig heeft door maar beter zijn best te doen. Als volwassene doe je hetzelfde omdat je gelooft alsnog te kunnen krijgen wat in je jeugd ontbrak: liefde, warmte, acceptatie. VH maakt je perfectionistisch, geeft lichamelijke stressklachten als bijvoorbeeld nek- en schouderklachten, muisarm, en doet je opbranden.

### Valse Macht
Het kind legt de schuld bij de ouders; het komt door hen dat het kind niet krijgt wat het nodig heeft. Als volwassene vind je dat de ander niet deugt of jou benadeelt, je denkt snel dat anderen tegen je zijn. Dit kan leiden tot irritatie, woede, stressklachten, agressieve gedachten/daden en superioriteitsgevoelens.

### Ontkenning van Behoeften
Het kind overtuigt zichzelf dat het niets nodig heeft. Als volwassene ben je vaak meester in het relativeren, wegredeneren van je eigen behoeften. Je stopt je gevoelens weg en verdooft jezelf door bijvoorbeeld heel veel te werken, veel te roken/drinken/eten. Hoofdpijn, verslavingen en eetstoornissen liggen op de loer.

## Werking
In PRI-therapie leert men door nauwkeurige zelfobservatie de afweermechanismen herkennen en de heftige oude pijn die erachter schuilgaat toe te laten. Daardoor ervaart men dat de destijds levensbedreigende oude pijn in het heden geen kwaad meer kan doen, waardoor de afweermechanismen hun functie verliezen en ander gedrag ontstaat. Aldus verdwijnen afweer aangedreven eigenschappen als o.a. verlegenheid, spreekangst, sociale fobie, somberheid, faalangst, boze buien. In PRI-therapie leert men zich bewust worden en het instrument van ‘afweer omkeren’ hanteren. Daardoor kan men de rest van het leven PRI zelfstandig toepassen; het wordt een ‘way of life’.
Door PRI ontstaat een besef dat de afweermechanismen je ervan weerhouden te reageren in het hier en nu. Zonder die angst, depressie of boosheid, kan men - met compassie in contact met zichzelf en de ander - het leven gaan ervaren zoals het werkelijk is: onbelast.

## Onderzoeken en kritieken

### Onderzoeken
In het wetenschappelijke vakblad van de Association for Prenatal and Perinatal Psychology and Health (APPAH) publiceerde UvA-promovenda Heleen Wesselius op 23 september 2020 een artikel over de behandeling van extreme terugkerende anorexia. Op basis van literatuuronderzoek stelt Wesselius een mechanisme voor, waarbij trauma rondom de geboorte (perinataal) en in de eerste 1000 dagen na de geboorte vaak leiden tot nog meer negatieve jeugdervaringen, een achterblijvende sociaal-emotionele ontwikkeling en een verhoogde kwetsbaarheid voor herhaald slachtofferschap rond de adolescentie. 

### Afweermechanismes
Het identificeren en loslaten van afweermechanismes is ook een onderdeel van zelfactualisatie. Ook boeddhistische vipassana-meditatie kan een manier zijn om afweermechanismes te identificeren en los te laten. De combinatie van psycho-therapie en boeddhistische meditatie en inzichten in de menselijke psyche wordt sinds de jaren zeventig onderzocht. Ook in andere therapievormen wordt aandacht besteed aan het loslaten van afweermechanismes.
PRI is dus niet uniek in haar streven om de invloed van afweermechanismes te verminderen. Wel wijkt het af door de veronderstelling dat afweermechanismes verdrongen herinneringen verbergen. De nadruk in andere therapieën ligt juist op het herkennen en leren verdragen van datgene dat in het heden pijn doet. Ervaringen en vormende gebeurtenissen uit het verleden kunnen hier een rol in spelen, maar worden niet gezien als iets dat 'verdrongen' is.

### Verdrongen herinneringen en het ware zelf
In PRI ligt wel sterk de nadruk op het idee van verdrongen herinneringen. Het is hier gecombineerd met het idee van het ware zelf.
Het idee van 'verdrongen herinneringen' heeft volgens critici als Elizabeth Loftus en Harald Merckelbach geen wetenschappelijke onderbouwing. In de jaren negentig is het onderwerp geweest van debat in met name de Verenigde Staten, toen de populariteit van dit idee een grote vlucht nam en ouders onterecht beschuldigd werden van seksueel misbruik van hun kinderen.
In essentie is het gebaseerd op het werk van Freud, die op zijn beurt geïnspireerd werd door zijn leermeesters Charcot en Breuer.

Charcot deed eind 19e eeuw onderzoek naar 'hysterie', een verzamelterm voor onverklaarbaar gedrag dat volgens hem veroorzaakt zou zijn door psycho-trauma's, naar analogie van fysieke trauma's. Waarschijnlijker is dat er sprake was van miniem hersenletsel en epileptische verschijnselen, die in die tijd niet waarneembaar waren met gewone microscopen.
Breuer stelde dat elk hysterisch symptoom een causale oorzaak had, die onbewust was. Het bewust maken hiervan zou het symptoom doen verdwijnen. Deze theorie vindt haar oorsprong in de beroemde gevalsbeschrijving van Anna O., die onder behandeling was van Breuer. Freud was diep onder de indruk van de resultaten van Breuer's onderzoek. In werkelijkheid is Anna O. jarenlang onder behandeling geweest, omdat de behandeling van Breuer geen effect had.
Ook het idee van het 'ware zelf' is afkomstig uit de psycho-analyse. Het is geïntroduceerd door Winnicott. Het ware zelf is het gevoel 'levend' te zijn, het lichaam en haar sensaties waar te nemen. Het 'valse zelf' ontwikkelt zich als reactie op 'not good enough mothers', en bestaat uit een overdreven aanpassing van het kind aan de verwachtingen van de moeder. Normale aanpassing evenwel is noodzakelijk, om te kunnen functioneren in de samenleving. De kunst is dus om een evenwicht te vinden in aanpassing en het bewustzijn van de eigen primaire gewaarwordingen.

### Kritiek Alice Miller op PRI
De combinatie van de emotionele verdringing van mishandeling, verwaarlozing en seksueel misbruik in iemands jeugd en de psychische gevolgen die dat in het latere leven heeft, werd in de jaren tachtig populair, mede door het werk van Alice Miller. Het werk van Miller is de primaire bron voor het werk van Jean Jenson en Ingeborg Bosch. Op haar website distantieerde Miller zich echter van de ideeën van zowel Jenson als Bosch. In antwoord op een ingezonden brief stelde Miller: "Naar mijn mening is de filosofie van Ingeborg Bosch helemaal niet gebaseerd op mijn werk. Als zij denkt dat dat wel het geval is, heeft zij het bij het verkeerde eind en laat zij zien dat ze mijn boodschap helemaal niet begrijpt." Alice Miller was van mening dat de concepten van Ingeborg Bosch (spiritualiteit als einddoel van een succesvolle therapie, woede als valse macht) diep geworteld zijn in de conventionele moraal ('zwarte pedagogiek') die Miller in haar gehele werk heeft bekritiseerd en afgewezen. Volgens Miller zijn woede en boosheid natuurlijke gevoelens en logische reacties op ervaren pijn, die niet mogen worden onderdrukt, zoals Bosch suggereert. Miller vindt het een belangrijke voorwaarde dat deze emoties worden gevoeld in de therapie, om de symptomen bij de cliënt op te heffen. Daarvoor is het noodzakelijk dat woede en boosheid worden gerespecteerd door een therapeut die niet bang is voor deze emoties.

### Mening Vereniging van Kwakzalverij
De Vereniging tegen de Kwakzalverij beschouwt PRI als kwakzalverij.

## Verder lezen
- Crombach, H.F.M. & Merkelbach, H.L.G.J. (1996) Hervonden herinneringen en andere misverstanden, Uitgeverij Contact, Amsterdam/Antwerpen.
- Loftus & Ketcham (1995) Graven in het geheugen : De mythe van de verdrongen herinnering, Uitgeverij L.J. Veen, Amsterdam/Antwerpen:
- Vaillant, George E.(1995) The Wisdom of the Ego, Harvard University Press, Cambridge, Massachusetts / London, Engeland
- Webster, Richard (1996) Why Freud was wrong : Sin, science and psychoanalysis, HarperCollins Publishers, Londen
- De Blocq van Scheltinga, W. (2023 De Firma Intimidatie en Bedrog, Uitgeverij Willem Herman, Amersfoort.
- Tijmstra, J. (2024) Basta! Er is écht alleen maar liefde Uitgeverij 100 Jaar Na Vandaag, Haarlem.